# Neleucospis masculina
Neleucospis masculina är en stekelart som beskrevs av Boucek 1974. Neleucospis masculina ingår i släktet Neleucospis och familjen Leucospidae.
Artens utbredningsområde är:
- Elfenbenskusten.
- Sierra Leone.

Inga underarter finns listade i Catalogue of Life.